# Campylocera
Campylocera är ett släkte av tvåvingar. Campylocera ingår i familjen Pyrgotidae.

## Dottertaxa tillCampylocera, i alfabetisk ordning[1]
- Campylocera augustigenis
- Campylocera bokumaensis
- Campylocera brevicornis
- Campylocera chelyonothus
- Campylocera clemelis
- Campylocera denticauda
- Campylocera ferruginea
- Campylocera fuscipes
- Campylocera hirsuta
- Campylocera hyalipennis
- Campylocera kenyana
- Campylocera latigenis
- Campylocera latipennis
- Campylocera longicornis
- Campylocera lurida
- Campylocera maculifera
- Campylocera marmorata
- Campylocera mindanensis
- Campylocera myopa
- Campylocera myopina
- Campylocera nigridorsum
- Campylocera octomaculata
- Campylocera oculata
- Campylocera ornatipennis
- Campylocera partitigena
- Campylocera piceiventris
- Campylocera pleuralis
- Campylocera proxima
- Campylocera robusta
- Campylocera rodhaini
- Campylocera rufina
- Campylocera ruwenzoriensis
- Campylocera squalida
- Campylocera stigmatica
- Campylocera tessmanni
- Campylocera thoracalis
- Campylocera unicolor
- Campylocera varipennis
- Campylocera yurikoae